# Вротновський-Сивошапка Костянтин Германович
Костянтин Германович Вротновський-Сивошапка (9 липня 1890, Миколаїв — † 2 квітня 1929, Рівне) — український військовик, полковник Армії УНР, голова Української військової ветеринарної управи, член Української Ради військових депутатів, член Української Центральної Ради.

## Біографія
Народився у Миколаєві, виріс у Варшаві. Після закінчення гімназії мав намір здобути освіту в Бельгії. Але був заарештований. Після звільнення вступив до Варшавського ветеринарного інституту. У 1912 році Вротновський-Сивошапка одружився з Надією Василівною Філонович. Першого сина Гордія, який закінчив Рівненську гімназію, розстріляли німці. Другою дитиною була донька Тетяна, третьою — Ольга, останнім був син Богдан, який пізніше був вивезений разом з матір'ю в далекий Томськ.
Будучи студентом Варшавського ветеринарного інституту працював серед солдат-українців і разом зі своїми товаришами ознайомлював їх з українською літературою й історією. У студентській громаді він був одним із найбільших організаторів спектаклів та концертів українською мовою.
Згуртував українців — ветеринарних лікарів і фельдшерів в Українську військову ветеринарну управу, яку й очолював, не зважаючи на молодий вік.
Брав найактивнішу участь у подіях 1917–1920 рр., коли український народ боровся за свою незалежність, організовуючи армію, передаючи досвід молодим. Був членом Української Центральної Ради.
У квітні 1917 р. — організатор українського руху в Гренадерському корпусі. Від українців корпусу був делегований на II Всеукраїнський військовий з'їзд, де був обраний членом Українського генерального військового комітету (УГВК). З кінця липня 1917 р. — голова ветеринарної підсекції санітарно-медичного відділу УГВК. Згодом — начальник ветеринарного відділу Українського генерального військового секретаріату.
Починаючи з 1 листопада 1917 р. перебував на посаді начальника військово-ветеринарної управи Українського Генерального Військового Секретаріату, згодом — Військового міністерства  Центральної Ради, Гетьманату та  Директорії.
Станом на кінець листопада 1918 року — начальник ветеринарного управління військового міністерства та голова кооперативу Товариства “Батьківщина”.
З 5 травня 1919 р. — за сумісництвом референт з національно-культурних справ Сірожупанного корпусу Дієвої армії УНР. З 22 травня 1919 р. — за сумісництвом командир окремого загону Сірожупанників, що мав охороняти Підволочиськ.
22 червня 1920 р. обійняв посаду товариша міністра народного господарства УНР. З 26 жовтня 1920 р. був приділений до Військово-ветеринарної управи Військового міністерства УНР. З лютого 1921 р — полковник Армії УНР.
Після поразки української революції в 1920 р. Вротновський-Сивошапка разом зі своєю родиною виїхав до Варшави, де був батьків будинок. Щоб утримувати родину, йому довелося працювати на нічних роботах. Потім родина переїхала в місто Бидгощ. Згодом український емігрант опинився в невеликому містечку Мрочі, де матеріальні умови стали трохи кращими, і Кость міг не лише утримувати родину, але й надавати допомогу своїм бойовим побратимам, котрі були інтерновані в Польщі.
Тут він читав лекції в господарській школі. Родина врешті-решт переїхала у Рівне, де Вротновський-Сивошапка певний час працював головним ветлікарем. Брав активну участь у громадському житті Рівного, зокрема став ініціатором створення «Мистецького товариства», що дало можливість організувати виставки праць українських митців. Він був головою батьківського комітету Рівненської української приватної гімназії.
Мешкаючи в Рівному, Костянтин Германович відшукав могилу генерал-хорунжого, командувача Дієвої армії Української Народної Республіки Василя Тютюнника. І, мабуть, з його ініціативи на могилі генерала на кошти учнів української приватної гімназії було споруджено пам'ятник, який чудом зберігся до наших днів.

Перед смертю Вротновський-Сивошапка заповів поховати його поруч із могилою славного командира Василя Тютюнника. На похорон з'їхалося чимало людей, у тому числі багато колишніх вояків та командирів УНР. Священик у своїй проповіді-прощанні сказав: 
По тому великому згромадженню людей і великій кількості слів бачу, що ховаємо незвичайну людину.

## Вшанування пам'яті
В Рівному існує вулиця Вротновських.